# 牧剛尓
牧 剛尓（まき ごうじ、1945年〈昭和20年〉5月3日 - ）は、日本の政治家。元大分県竹田市長（1期）。

## 経歴
大分県出身。京都大学農学部卒。大分県庁に入り、大分土木事務所長、土木建築部企画検査室長、日田土木事務所長などを務める。2005年〈平成17年〉新たな竹田市が発足。合併後の市長選挙に立候補し、当選する。2009年〈平成21年〉の市長選挙に立候補し、再選を目指したが、落選した。